# 루시용

루시용의 위치.

루시용의 깃발, 아라곤 연합왕국의 깃발이기도 하며, 중세 성기부터 루시용의 영주들은 아라곤 연합왕국의 봉신이었다.

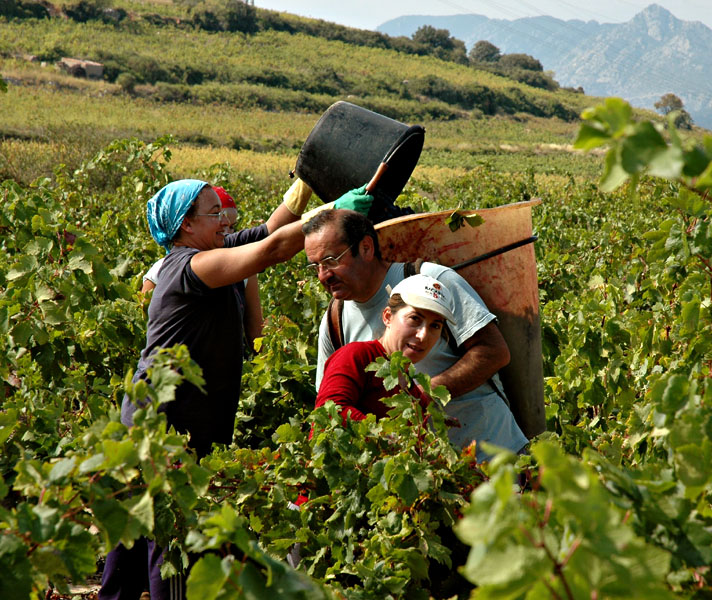
모리 인근에서 포도를 따는 이들

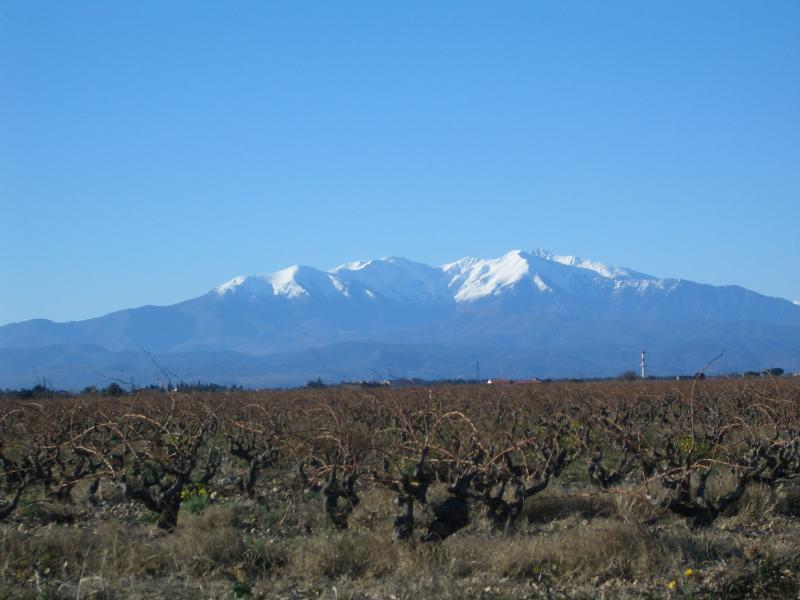
눈이 뒤덮힌 카니구 산 (2785m)은 루시용 평야를 가로지른다.

루시용(프랑스어: Roussillon, 카탈루냐어: Rosselló, 오크어: Rosselhon)은 옛 카탈루냐 공국의 옛 백국 가운데 하나로, 오늘날의 프랑스 남부에 있는 피레네조리앙탈 주(피레네 동부)와 대략적으로 일치한다. 카탈루냐델노르트(Catalunya del Nord) 또는 카탈루냐프랑세즈(Catalogne-Française)로 칭하기도 하며, 전자는 카탈루냐어 화자들이 사용하고 후자는 프랑스어 화자들이 사용한다. 1998년 조사에서 이곳의 주민 34%가 카탈루냐어를 말하고, 21%는 카탈루냐어를 이해한다고 응답했다.

## 역사
루시용의 명칭은 오늘날 페르피냥 인근의 소규모 요새화된 곳인 루스키노 (Ruscino, Rosceliona, Castel Rossello)에서 유래했으며, 그곳은 갈리아 족장들이 한니발의 회의 요청으로 만났던 장소였다. 이 지역은 기원전 121년부터 서기 462년까지 로마의 갈리아 나르보넨시스 속주의 일부를 형성했으며, 그 후로는 셉티마니아의 일부로서 서고트족의 왕 테오도리쿠스 2세에게 양도되었다. 그의 후계자인 아말리쿠스는 531년에 클로비스에게 패하며 셉티메니아를 놔두고 히스파니아로 밀려났다.
719년에 사라센들이 피레네산맥을 넘어 759년에 단신왕 피핀에게 마침내 패배할 때까지 셉티메니아에서의 정치적 헤게모니를 유지했고, 나르본 정복을 마친 피핀은 루시용을 점령하러 갔다. 루시용은 760년에 카롤루스 왕조가 차지했다. 778년 히스파니아 침략 때, 샤를마뉴는 완충 지대로서 히스파니아 변경을 세웠고 이곳의 거주민들은 산맥 등지에 정착했다. 그는 무어인들이 지배하는 히스파니아에서 온 서고트족 난민들에게 이곳의 영토 일부를 부여해주었고 몇몇 수도원들을 세웠다. 792년 사라센들은 다시 프랑스를 침입했지만, 카탈루냐로 영향력을 확장시켜낸 어린 시절의 아키텐의 왕 루도비쿠스 1세 피우스의 섭정이던 툴루즈의 백작 기욤이 이들을 격퇴시켰다.
그 당시 피우스의 왕국의 각기 다른 영역들은 완전한 사유지 형태의 영지가 되어 갔고, 893년 수녜르 2세는 루시용의 첫 세습 백작이 되었다. 그러나 그의 통치는 시간이 흘러 속주가 된 곳의 동쪽 부분에서만 확장되었다. 세르다냐 (프랑스어:세르다뉴)등의 서부 지역은 900년 초대 백작인 미로 (Miró)가 통치했고, 그의 손자 중 하나인 베르나트 (Bernat)는 중부 지역 또는 베잘루의 첫 세습 백작이 되었다. 루시용 백작들은 수 세기간 분쟁을 겪던 주변의 대 귀족들에게 맞서 친척이던 엠푸리에스 백작들과 동맹을 맺었다. 루시용 백작 지라르 1세는 툴루즈의 레몽 4세를 따라 제1차 십자군 전쟁에 참여했고, 1099년에 십자군이 들이닥쳤을때, 예루살렘에 발을 들여 놓은 최초의 인물 중 하나였다. 12세기가 시작될 무렵 바르셀로나 백작들의 위신이 커져가기 시작하면서, 루시용 백작들은 그들에게 충성을 맹세하는 것 외에는 선택이 없었다.
1111년 바르셀로나 백작 라몬 베렝게르 3세는 베잘루를 상속받아, 1117년 세르다냐에 합쳤다. 루시용의 마지막 백작인 루시용 백작 지라르 2세는 그의 배다른 형제들의 도전을 받았다. 그의 형제들이 자신의 영토를 상속받지 못하기 위해, 지라르 2세는 유언으로 그의 영토를 아라곤의 왕 알폰소 2세에게 남겼고, 1172년에 차지하였다. 아라곤의 지배하에서 경제적, 인구적 성장이 지속되었고, 페르피냥의 항구 중 하나인 콜리우르 (카탈루냐어:코틀리우레/Cotlliure)는 지중해 무역의 핵심 장소가 되었다.
프랑스와 스페인 왕실의 힘의 성장으로 그들 사이의 국경을 형성하고 있던 루시용 지역은 잦은 군사 분쟁 지역이었다. 코르베유 조약으로 프랑스의 왕 루이 9세는 루시용에 대한 통치권과 바르셀로나 백작 작위 주장을 공식적으로 포기하였다.
아라곤의 왕 하이메 1세는 무어인들에게서 발레아레스 제도를 차지했고 이 섬들을 루시용과 함께 페르피냥을 수도로 한 새롭게 세운 마요르카 왕국에 편입시켰다. 1276년 하이메 1세는 이 왕국을 장차 하이메 2세가 되는 아들에게 주었다. 그 이후 형제인 페로 3세와의 분쟁을 겪던 하이메 2세는 시칠리아 왕위를 두고 페로 3세와 불만이 있던 프랑스의 필리프 3세를 이용했다. 필리프 3세는 하이메 2세를 지지하며 군대를 일으켜 아라곤으로 진격했지만, 패배하여 1285년 페르피냥에서 사망했다. 이 분쟁을 이어나가는데 어려움을 겪던 하이메는 그의 형제 페로와 화해하게 되었고 1311년에 하이메는 페르피냥 대성당을 지은 그의 아들 산스 1세 또는 산초 1세에게 물려주었고, 그는 1324년에 사망했다. 그의 후임자 하이메 3세는 몽펠리에 영주권을 필리프 6세에게 넘기는 걸 거부했고, 아라곤의 왕 페로 4세에게 도움을 요청했다. 페로 4세는 도움을 거절했을 뿐만 아니라, 오히려 전쟁을 선포하여 1344년에 마요르카와 루시용을 점령했다.
이 지역은 아라곤 연합 왕국으로서 다시 합쳐져, 1462년까지 평화를 누렸다. 그 해에 아라곤의 왕 후안 2세와 그의 아들이 나바라 왕위를 두고 일어난 분쟁은 반란을 일으킨 후안의 봉신들에게 맞선 그에게 루이 11세가 지원을 하면서 커져갔다. 루이에게 충성을 맹세한다는 보증금으로 300,000 크라운을 낸 루시용은 샤를 8세가 가톨릭 군주 (카스티야 연합 왕국의 이사벨 1세와 아라곤 연합 왕국의 페르난도 2세, 이 둘은 두 왕국을 지배한 트라스타마라 가문 출신의 6촌 관계였다)들과의 합의를 위해 포기한 1493년까지 프랑스군이 차지하고 있었다.
이후 벌어진 프랑스와 트라스타마라 가문 간의 전쟁 동안에 루시용인들은 카스티야 방어측과 프랑스 침공측 양쪽으로부터 고통을 받았다.
합스부르크 가문은 1516년에 카스티야와 아라곤 연합 왕국을 손에 넣었고 두 왕국은 처음으로 한 사람의 통치하에 놓이게 되었다. 그 사람이 바로 가톨릭 군주들의 손자 신성 로마 황제 카를 5세 (스페인 왕으로는 카를로스 1세)였다.
트라스타마라 통치 기간 카스티야인들로 인한 이 지역의 반감은 카를로스 1세의 영광 속에서 없어졌다. 1542년 페르피냥이 프랑스의 도팽 앙리 2세에 의해 포위당했을 때, 그곳의 주민들은 카를 5세에게 충성을 했다. 페르피냥은 "페델리시마" (Fedelissima, 가장 충성스러운 도시)이라는 왕실이 내려준 칭호를 얻었다.
카탈루냐인들이 1640년에 스페인 왕실에 맞서 반란을 일으켰을 때, 루이 13세가 카탈루냐의 편을 들며 이 분쟁에 끼어들었다. 이 반란은 1652년이 되어서야 스페인 펠리페 4세에 의해 진압되었다. 그러나 30년전쟁을 종결짓는 베스트팔렌 조약 체결이후에도 스페인과 프랑스간에 전쟁은 지속되었는데, 양국은 1659년에 피레네 조약을 체결하면서 전쟁을 종결짓게 되었다. 이때 루시용과 세르다냐의 일부가 프랑스에 양도되었고, 루시용 프로뱅스가 생겨났다.
루이 14세는 새롭게 편입된 영토의 새로운 본국에 대한 정치적 충성 보장과 문화적 정체성을 바꾸기 위한 노력을 50년간 기울였다. 그는 앞에 것은 성공을 거뒀지만 후자는 실패하고 말았다. 중심 도시 페르피냥 밖의 루시용은 19세기 산업화로 프랑스화가 이뤄질때까지 카탈루냐로서의 정체성을 유지했다.
프랑스 혁명 기간 앙시앵 레짐 체제의 루시용 프로뱅스는 사라지고 신설된 피레네조리앙탈 데파르망이 대신하였다. 이 데파르망은 옛 루시용 행정 체계와 거의 일치하나, 페누예드 코마르카가 추가되었다. 피레네조리앙탈이라는 명칭은 프랑스내 공칭명이다. 루시용이라는 옛 명칭은 랑그도크루시용의 레지옹에 남아 있다.

## 같이 보기
- 루시용 백작
- 카탈루냐의 역사
- 프랑스의 역사
- 카탈루냐델노르트
- 카탈루냐
- 루시용 포도주